# リン・ハレル
リン・ハレル（Lynn Harrell、1944年1月30日 - 2020年4月27日）は、アメリカのチェロ奏者。ニューヨーク生まれ。

## 略歴
父はメトロポリタン歌劇場でも歌ったバリトン歌手のマック・ハレル、母はヴァイオリニストという音楽一家に生まれる。ジュリアード音楽院でレナード・ローズに師事した後にカーティス音楽院でも学ぶが、10代で両親を病気・事故で亡くし、家・土地を売り払われてしまい親戚・友人宅をチェロとスーツケースを持って転々とする生活を送る。その後ジョージ・セルに認められ、1963年に18歳の若さでクリーヴランド管弦楽団に入団。21歳で首席奏者に就任する。師匠のローズの経歴にならいオーケストラ奏者からキャリアをスタートしたわけであるが、セルはリン・ハレルの亡父のマック・ハレルを慕い、転々とするリン・ハレルを哀れんで自分のオーケストラに迎えたようである。
1971年にオーケストラを退団してソリストとして独立する。その後はアメリカ・ヨーロッパをまたにかけてソロ・アンサンブルの双方の領域で積極的な活躍を行っている。米アスペン音楽祭とスイスのヴェルビエ音楽祭の常連で、後進の指導においても実績を誇っている。また、最近では指揮者としての活動も活発に行っている。
製造年1720年のMontagnanaチェロを演奏していたが、ジャクリーン・デュ・プレが亡くなった後は製造年1673年のStradivariusを買い取り、所蔵していた。